# ابن السلعوس
الصاحب شمس الدين محمد بن عثمان بن أبي الرجا التنوخي،  المعروف باسم ابن السلعوس (توفي في 10 كانون الأول/ديسمبر 1294)، تاجر عربي ووزير (كبير المستشارين الماليين) للسلطان المملوكي الأشرف خليل الذي حكم من 1290 إلى 1293. بدأ ابن السلعوس حياته المهنية كتاجر في دمشق وعيّن في النهاية نائب محتسب (مفتش السوق). اكتسب سمعة طيبة لجهوده في ضمان المساءلة في التجارة الدمشقية. عيّن فيما بعد رئيسًا للمحتسبين في القاهرة من قبل السلطان المنصور قلاوون عام 1290، ولكنه ما لبث أن نُفي إلى الحجاز. عندما خلف الأشرف خليل قلاوون في تشرين الثاني (نوفمبر) 1290، استدعي ابن السلعوس إلى القاهرة وعيّنه وزيراً. أعاد ابن السلعوس النفوذ السياسي لمكتب الوزير ورافق الأشرف خليل خلال الحملات العسكرية ضد الصليبيين والأرمن. أثارت غطرسته تجاه كبار أمراء المماليك استياءهم، وفي الأشهر التي أعقبت مقتل الأشرف خليل، اعتقل ابن السلعوس وعذب حتى الموت بأمر من خصمه الأمير سنجر الشجاع.

## سيرته الشخصية

### النشأة ووظيفته
ولد ابن السلعوس لأسرة عربية في مدينة نابلس. نشأ في دمشق حيث كان والده محمد بن عثمان تاجرا. أصبح ابن السلعوس تاجرا مثل والده وسافر كثيرا في أنحاء المشرق العربي. عاد إلى دمشق في وقت ما وأنشأ عملًا تجاريا. اكتسب شهرة مشرفة بين التجار الآخرين في المدينة، وأصبح نائباً للمحتسب (مفتش السوق) وهي أعلى وظيفة مدنية مملوكية في سوريا. كان عمله في الحسبة (الإشراف على السوق) في دمشق في عهد السلطان المنصور قلاوون (1277-1290). ثري ابن السلعوس من وظيفته وكان معروفاً بحزمه في مراقبة التجارة في المدينة. وصف مؤرخ العصر المملوكي ابن الجزري جزءًا من عمل ابن السلعوس على النحو التالي:
تجول في أرجاء المدينة ليلاً في شهر رمضان لتفقد منتجي الكنافة والقطايف والحلويات وغيرها من الأطعمة. وقام بتفقد صغار تجار البازار وحماية الفقراء وتصحيح المقاييس والمكاييل.
في عام 1290، عين قلاوون ابن السلعوس رئيسًا لمفتشي السوق في القاهرة، حيث أصبح صديقًا مقربًا لابن قلاوون وولي عهده الأشرف خليل. ومع ذلك، سرعان ما انخرط في الخلافات السياسية ونفي إلى الحجاز. وبحسب المؤرخ المملوكي بيبرس المنصوري، فقد نفي ابن السلعوس بسبب تحريض الأمير تورونتاي عليه.

### وزيرالأشرف خليل
بعد وفاة قلاوون في تشرين الثاني/نوفمبر 1290، استدعى الأشرف خليل ابن السلعوس من الحجاز وعينه وزيراً (كبير المستشارين الماليين) بدلاً من الأمير علم الدين سنجر الشجاع المنصوري في كانون الأول/ديسمبر. كان ابن السلعوس هو الوحيد من غير المماليك الذي عين في مناصب عليا في عهد الأشرف خليل. لعب ابن السلعوس دورًا قياديًا في الحملة العسكرية المملوكية ضد الدول الصليبية على طول الساحل السوري، بما في ذلك فتح عكا في حزيران/يونيو 1291. في عام 1292، شارك في حملة المماليك ضد أرمينيا إلى جانب الأشرف خليل،  الذي انضم إلى ابن السلعوس وقواته في دمشق في طريقه إلى الجبهة الأرمنية. وكان حاضرًا أثناء الاستيلاء على قلعة الروم. أثار تولي ابن السلعوس، وهو مدني، القيادة العسكرية خلال الحملات الأرمنية، حفيظة بعض كبار قادة المماليك، بمن فيهم الأمير الشجاع.
أحيا ابن السلعوس أهمية مكتب الوزير، بعد أن تراجع دوره في التسلسل الهرمي للسلطنة في السنوات الأخيرة من الحكم الأيوبي. كان يرافقه بانتظام شخصيات مملوكية وكبار القضاة المسلمين الأربعة عندما كان يستقبل الأشرف خليل، ودعمه دون تحفظ. كوزير، أمر ببناء رباط (تكية) على طول الجدار الشمالي للحرم الشريف (جبل الهيكل) في القدس. بحلول عام 1310، عُرف الرباط باسم «رباط أمير سالار» على اسم أمير القرن الرابع عشر سالار، وكان يستخدم حتى أوائل القرن الخامس عشر على الأقل. في البداية كان محبوبًا من قبل أمراء المماليك،  ولكن عندما كان يتصرف بغطرسة تجاههم،  أصبحوا معاديين له واستاءوا من تأثيره مع السلطان. كانت له صراعات شخصية مع نائب السلطنة، والأمير بيضرة، والأتابك العقير الشجاع.  في أوائل عام 1292، أخبر ابن السلعوس الأشرف خليل أن بيدرة كانت تدر دخلاً أكثر بكثير من دخل السلطان من صعيد مصر، وهو رد فعل السلطان بمصادرة جزء من إقطاعية بيدرة. 1293، حرض ابن السلعوس على غضب الأشرف خليل ضد بيضرة أثناء رحلة صيد في البحيرة (غرب دلتا النيل) بإبلاغه بمصادرة بيدرة عائدات ضرائب السلطان من الإسكندرية. ووبخ الأشرف خليل بيدرة وضربه على رأسه في حضور أمراء آخرين وهدد بالسماح لابن السلعوس بتعذيبه في السجن.
بعد مقتل الأشرف خليل على يد الأميرين بيضرة والشجاع والمماليك في ديسمبر 1293، فقد ابن السلعوس داعمه الرئيسي. تم تنصيب الأخ الأصغر للأشرف خليل، الناصر محمد، على العرش وعين الرجل القوي العادل كتبغا نعيب السلطانة. بعد ذلك استبدل الوزير الشجاعي بابن السلعوس. قبل هذه التطورات حذره أحد أقاربه في قصيدة: «اعتني... واعلم أنك دست على أفعى. . . أخاف عليك من لسعة الشجاع». اتهم الشجاع ابن السلعوس بإرتكاب جرائم مالية واعتقله. تعرض بعد ذلك للتعذيب ومات متأثرًا بجراحه في 10 ديسمبر/كانون الأول 1294. وبعد ذلك استدعى الشجاعي قريب ابن السلعوس فكتب له القصيدة تحذر من غضب الشجاع، وبدلا من معاقبته كافأ الشجاع قريب ابن السلعوس قائلا له «قدمتم له المشورة لكنه لم يقبل النصيحة».